# Front Południowy (1939)

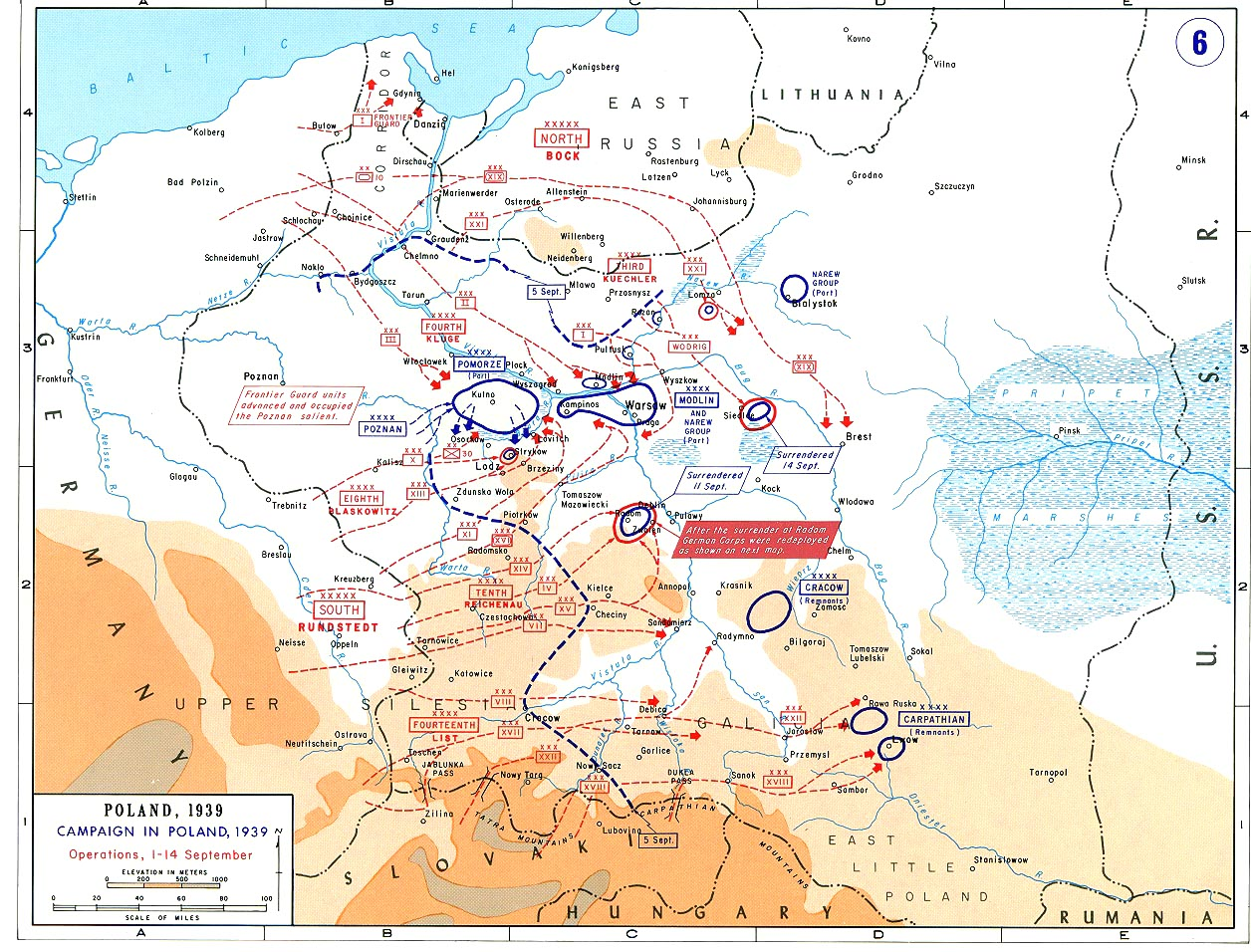
1 – 14 września 1939

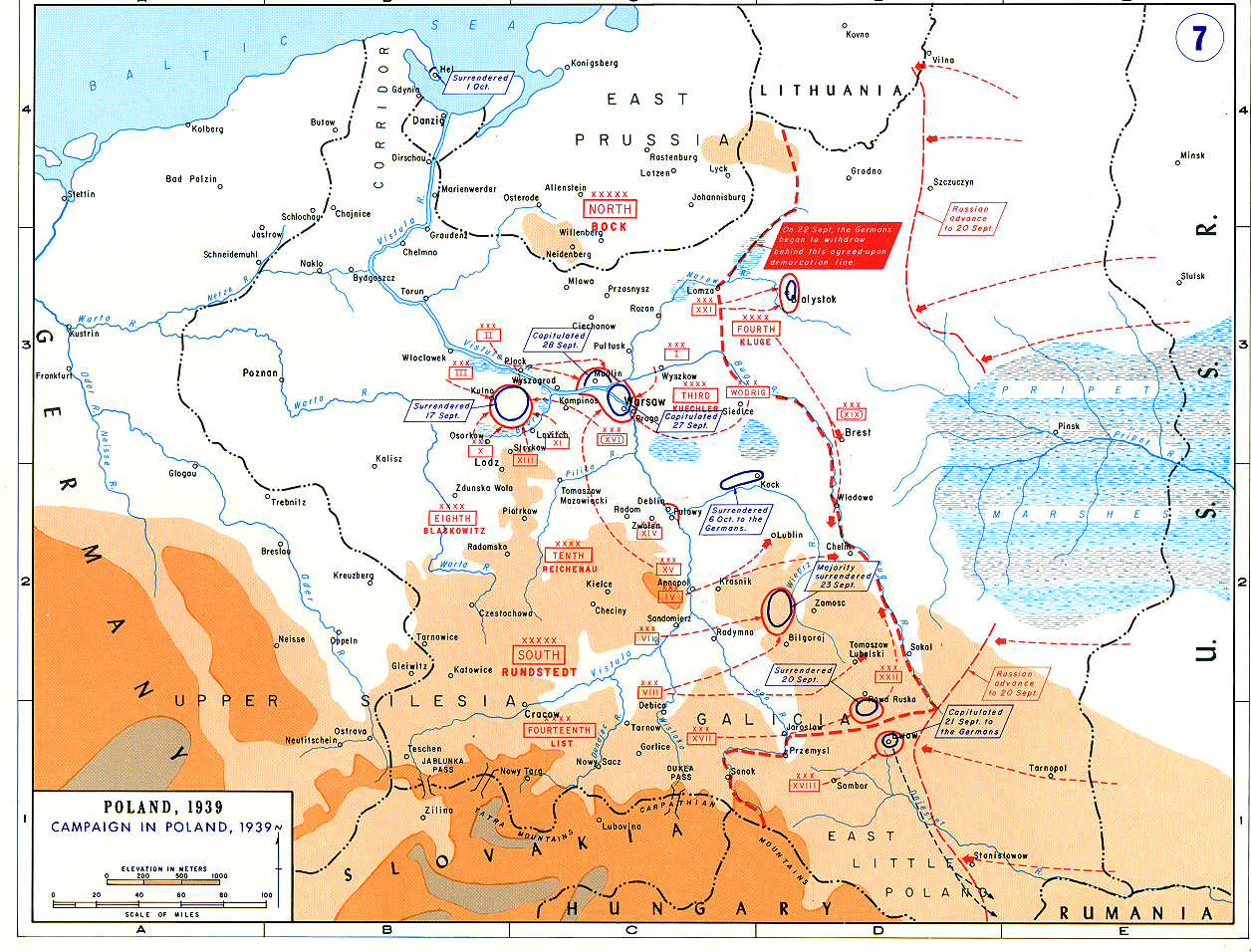
14 września – 5 października 1939

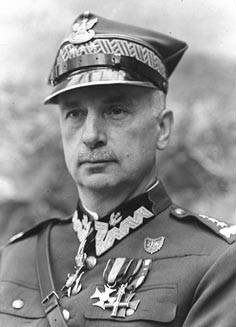
Kazimierz Sosnkowski

Front Południowy (inna nazwa – Grupa Armii gen. Sosnkowskiego) – związek operacyjny Wojska Polskiego utworzony w trakcie wojny polsko-niemieckiej rozkazem Wodza Naczelnego marsz. Edwarda Rydza-Śmigłego z 10 września 1939 r.

## Geneza
Front Południowy był jednym z dwóch frontów utworzonych we wrześniu 1939 r. dla sprawnego dowodzenia armią polską. Miał składać się z oddziałów zepchniętych znad granicy Polski ze Słowacją (Armia Małopolska – wcześniej Karpaty) oraz niemieckim Śląskiem (Armia Kraków) oraz z oddziałów odwodowych znajdujących się w rejonie Sanu i właśnie na tej rzece Grupa Armii miała oprzeć swoją obronę. Jednak gen. Sosnkowski nie mógł nawiązać kontaktu z podległymi mu wojskami z wyjątkiem okrążanej Armii Małopolska, do której przybył 13 września samolotem łącznikowym, zaś wojska niemieckie utworzyły kilka przyczółków na Sanie. W związku z tym podjęto decyzję o przebiciu się do Lwowa.

## Działania
Jedną z pierwszych decyzji gen. Sosnkowskiego było przesunięcie Grupy Operacyjnej Jasło i 38 Dywizji Piechoty w rejon Dobromila, skąd miały uderzyć na flankę bądź tyły XVIII Korpusu Armijnego. Nie udało mu się z nimi nawiązać kontaktu, lecz zbiegiem okoliczności dowódca GO także chciał wykonać taki manewr. Odstąpił od niego po otrzymaniu spóźnionego rozkazu z dowództwa Armii Małopolska, dotyczącego przemarszu na Przemyśl, w wyniku czego Niemcy 12 września pobili 24 DP pod Birczą i rozbili 3 Brygadę Górską pod Samborem, a na północy XVII KA wyparł 10 Brygadę Kawalerii pod Jaworów, przez co Armia Małopolska znalazła się w potrzasku 14 Armii. Tego samego dnia także 1 DSG zaatakowała Lwów, którego broniły improwizowane oddziały grodzieńskie i 35 DP, po kilku dniach dołączyła 10 BK.
14 września padł Przemyśl i wojska gen. Sosnkowskiego (który stracił łączność ze Lwowem i resztą armii) wycofały się do Sądowej Wiszni, skąd po koncentracji ruszyły przez lasy janowskie do Lwowa. W walkach trwających od 15 do 16 września udało im się odeprzeć ataki oddziałów VIII KA, rozbijając przy tym pułk SS „Germania”. 17 września dotarł do nich nieaktualny już rozkaz obrony linii Dniestr-Lwów-górny Bug – kierujący Armię Małopolska w rejon Stryja i Halicza – którego i tak by nie mogła wykonać, gdyż znalazła się w kleszczach XVII i XVIII KA. W związku z tym Grupa Armii dalej podążała do Lwowa, lecz w okolicach Jaworowa i Gródka Jagiellońskiego została okrążona. Próby przebicia się przez Brzuchowice, podjęte 19 i 20 września zakończyły się powodzeniem tylko dla kilku grupek żołnierzy. Front Południowy przestał istnieć, zaś jego dowódca 22 września w cywilnym ubraniu udał się na Węgry

## Obsada personalna dowództwa frontu
- dowódca – gen. broni Kazimierz Sosnkowski[1]
- szef sztabu – płk dypl. Bronisław Rakowski[1]
- kwatermistrz – płk dypl. Witold Gierulewicz
- oficer do zleceń – ppłk dypl Franciszek Demel
- oficer do zleceń – ppłk dypl. Kazimierz Wiśniowski
- szef Oddziału I – mjr dypl. Tadeusz Tokarz[1]
- szef Oddziału II – ppłk dypl. Antoni Szymański[1]
- oficer do zleceń – kpt. dypl. Leszek Biały
- szef Oddziału III – ppłk dypl. Jan Axentowicz[1]
- szef Oddziału IV – ppłk dypl. Emil Gruszecki
- dowódca saperów – płk Antoni Lukas
- dowódca łączności – ppłk dypl. Romuald Najsarek
- dowódca kolumny samochodowej – por. geogr. rez. Antoni Walczuk[2]

## Ordre de Bataille
- Dowództwo Frontu Północnego
- Armia Małopolska
  - Grupa Operacyjna „Jasło”
    - 11 Karpacka Dywizja Piechoty
    - 24 Dywizja Piechoty

  - 38 Dywizja Piechoty Rezerwowa
- Grupa Operacyjna „Stanisławów”
  - 3 Brygada Górska
  - Grupa „Stryj”
  - Karpacka Półbrygada Obrony Narodowej
- Dowództwo Obrony Obszaru Lwowa (kontakt z gen. Sosnkowskim utraciło 12 września)
  - 35 Dywizja Piechoty
  - 10 Brygada Kawalerii (czasowo)